# Five Man Electrical Band
Five Man Electrical Band est un groupe canadien de rock, originaire d'Ottawa. En 1971, ils connaissent la consécration avec la chanson Signs (en) qui internationalise la réputation du groupe.

## Histoire
En 1963, Dean Hagopian (chant), Vern Craig (guitare), Brian Rading (basse), and Rick Bell (Batterie/Chant) forment à Ottawa un groupe qu'ils nomment The Staccatos. Très rapidement, le guitariste Les Emmerson (en) remplace Dean Hagopian. Trois ans plus tard, ils sortent leur premier album, Initially.

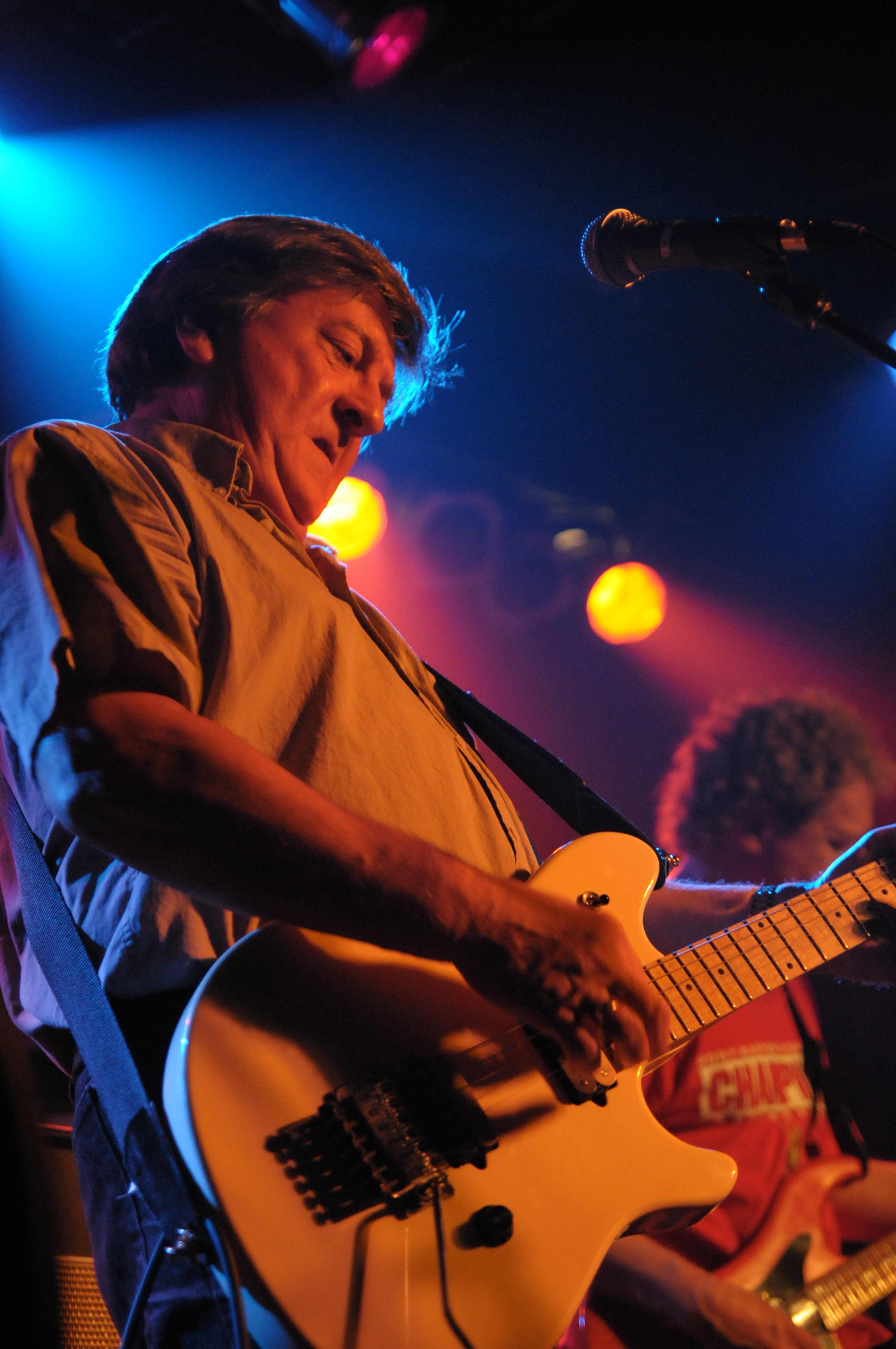
Les Emmerson en 2008.

En 1968, Ted Gerow (clavier) rejoint l'équipe. En 1969, le groupe change de nom et opte désormais pour "The Five Man Electrical Band". Célèbre au Canada, le succès international avait complètement échappé au groupe. Ainsi Good-byes and Butterflies, leur quatrième album, n'avait pas dépassé les frontières canadiennes. Cependant en 1971, leur label MGM, republie le deuxième single "Hello, Goodbye Melinda" et "Signs" avec une différence cruciale: les face du 45tours sont inversées. Soudain la renommée du groupe change radicalement. "Signs" (écrit par Les Emmerson) est un grand succès et se classe no 4 au Canada, no 3 au Billboard Hot 100 américain et no 1 en Australie pendant près de 2 mois. L'album se vend à plus d'un million d'exemplaires et reçoit un disque d'or.
Les départs en cascade des membres du groupe entraine sa fin en 1974.
En 1986, Les Emmerson reforme le groupe pour une série de concerts et festivals.
Plus récemment, en 2004, "Don't Let The Man Get You Down" de Fatboy Slim, qui est un sample de "Signs", relance la notoriété du groupe en faisant le tour du monde avec "And the sign said long haired freaky people need not apply".

## Discographie

### En tant que The Staccatos
- 1966 - Initially
- 1967 - A Wild Pair (album partagé : une face par The Guess Who, l'autre par The Staccatos)

### En tant que Five Man Electrical Band
- 1969 - Five Man Electrical Band
- 1970 - Good-byes and Butterflies
- 1972 - Coming of Age
- 1973 - Sweet Paradise